# عرس الصقر (مسلسل)
عرس الصقر - أسطورة الجبل هو مسلسل درامي تاريخي حديث تشويق ومغامرات، من إنتاج المركز العربي للإنتاج الإعلامي - الأردن، المنتج عدنان العوامله، المنتج التنفيذي طلال العواملة، كتابة رياض سيف، إخراج أحمد دعيبس، بطولة جميل عواد، زهير النوباني، جولييت عواد، عبير عيسى، و آخرون.
المسلسل يتناول حقبة من تاريخ المنطقة العربية، ليبني حدثاُ درامياً عبر حكاية شعبية أقرب إلى الأسطورة.

## قصة المسلسل
تدور أحداث المسلسل في قرية وقع عليها الظلم من الوالي الذي يقوم عساكره بجباية الضرائب، والقبض على الهاربين من التجنيد، ليعيشوا في الأرض فسادا وتخريباُ، فتفقد القرية المؤونة، ويهرب الشباب ليعيشوا في الجبال محاولين أن يشنوا هجمات على العساكر من الجبال .

## بطولة
جميل عواد، زهير النوباني، جولييت عواد، عبير عيسى، خالد تاجا، محمود أبو غريب، ساري الأسعد، رشيد ملحس، ياسر المصري، سوسن ميخائيل، إياد نصار، لارا الصفدي، و أنور صالح.

## الجوائز
حصل المسلسل على شهادة تقدير أفضل برنامج بين مجموعة برامج في مهرجان الخليج السادس للإذاعة والتلفزيون عام 1999.